# Колфакс (Вашингтон)
Колфакс (англ. Colfax) — місто (англ. city) в США, в окрузі Вітмен штату Вашингтон. Населення — 2782 особи (2020).

## Географія
Колфакс розташований за координатами 46°54′8″ пн. ш. 117°20′18″ зх. д. / 46.90222° пн. ш. 117.33833° зх. д. (46.902100, -117.338459).  За даними Бюро перепису населення США в 2010 році місто мало площу 9,82 км², з яких 9,81 км² — суходіл та 0,01 км² — водойми.

### Клімат
| Клімат : Колфакс                   | Клімат : Колфакс | Клімат : Колфакс | Клімат : Колфакс | Клімат : Колфакс | Клімат : Колфакс | Клімат : Колфакс | Клімат : Колфакс | Клімат : Колфакс | Клімат : Колфакс | Клімат : Колфакс | Клімат : Колфакс | Клімат : Колфакс | Клімат : Колфакс |
| Показник                           | Січ.             | Лют.             | Бер.             | Квіт.            | Трав.            | Черв.            | Лип.             | Серп.            | Вер.             | Жовт.            | Лист.            | Груд.            | Рік              |
| Абсолютний максимум, °C            | 17,2             | 19,4             | 25,6             | 33,9             | 36,7             | 38,9             | 43,3             | 42,2             | 39,4             | 35,0             | 23,9             | 18,3             | 43,3             |
| Середній максимум, °C              | 3,0              | 6,4              | 10,7             | 14,9             | 19,3             | 23,3             | 28,2             | 28,5             | 23,7             | 16,7             | 7,6              | 3,1              | 15,5             |
| Середня температура, °C            | −0,6             | 1,8              | 5,0              | 8,5              | 12,3             | 15,8             | 19,2             | 19,1             | 14,6             | 8,7              | 3,2              | −0,4             | 9,0              |
| Середній мінімум, °C               | −4,3             | −2,8             | −0,7             | 2,1              | 5,2              | 8,3              | 10,2             | 9,7              | 5,4              | 0,7              | −1,2             | −3,9             | 2,4              |
| Абсолютний мінімум, °C             | −35,6            | −30,6            | −20,6            | −12,2            | −8,9             | −5               | −4,4             | −4,4             | −7,2             | −18,3            | −23,9            | −36,1            | −36,1            |
| Норма опадів, мм                   | 59               | 49               | 51               | 44               | 46               | 35               | 18               | 18               | 19               | 30               | 65               | 74               | 508              |
| ---------------------------------- | ---------------- | ---------------- | ---------------- | ---------------- | ---------------- | ---------------- | ---------------- | ---------------- | ---------------- | ---------------- | ---------------- | ---------------- | ---------------- |
| Джерело: NOAA (normals, 1971–2000) |                  |                  |                  |                  |                  |                  |                  |                  |                  |                  |                  |                  |                  |

## Демографія
Згідно з переписом 2010 року, у місті мешкало 2805 осіб у 1236 домогосподарствах у складі 718 родин. Густота населення становила 286 осіб/км².  Було 1405 помешкань (143/км²).
Расовий склад населення:
| - 95,6 % — білих - 1,5 % — азіатів - 0,5 % — чорних або афроамериканців - 0,4 % — корінних американців - 0,1 % — вихідців з тихоокеанських островів |

До двох чи більше рас належало 1,4 %. Частка іспаномовних становила 2,8 % від усіх жителів.
За віковим діапазоном населення розподілялося таким чином: 22,9 % — особи молодші 18 років, 55,9 % — особи у віці 18—64 років, 21,2 % — особи у віці 65 років та старші. Медіана віку мешканця становила 42,7 року. На 100 осіб жіночої статі у місті припадало 98,9 чоловіків;  на 100 жінок у віці від 18 років та старших — 94,6 чоловіків також старших 18 років.
Середній дохід на одне домашнє господарство  становив 53 364 долари США (медіана — 46 114), а середній дохід на одну сім'ю — 62 732 долари (медіана — 51 767). Медіана доходів становила 38 281 долар для чоловіків та 29 208 доларів для жінок. За межею бідності перебувало 19,3 % осіб, у тому числі 34,1 % дітей у віці до 18 років та 7,3 % осіб у віці 65 років та старших.
Цивільне працевлаштоване населення становило 1302 особи. Основні галузі зайнятості: освіта, охорона здоров'я та соціальна допомога — 30,4 %, роздрібна торгівля — 16,6 %, фінанси, страхування та нерухомість — 6,9 %, будівництво — 6,1 %.